# HSTDV
Hypersonic Technology Demonstrator Vehicle
2012年のベルリン国際航空宇宙ショーで展示されたHSTDV
- 用途：極高音速飛行
- 分類：実験機
- 製造者：DRDO
- 運用者インド空軍
- 運用状況：現役

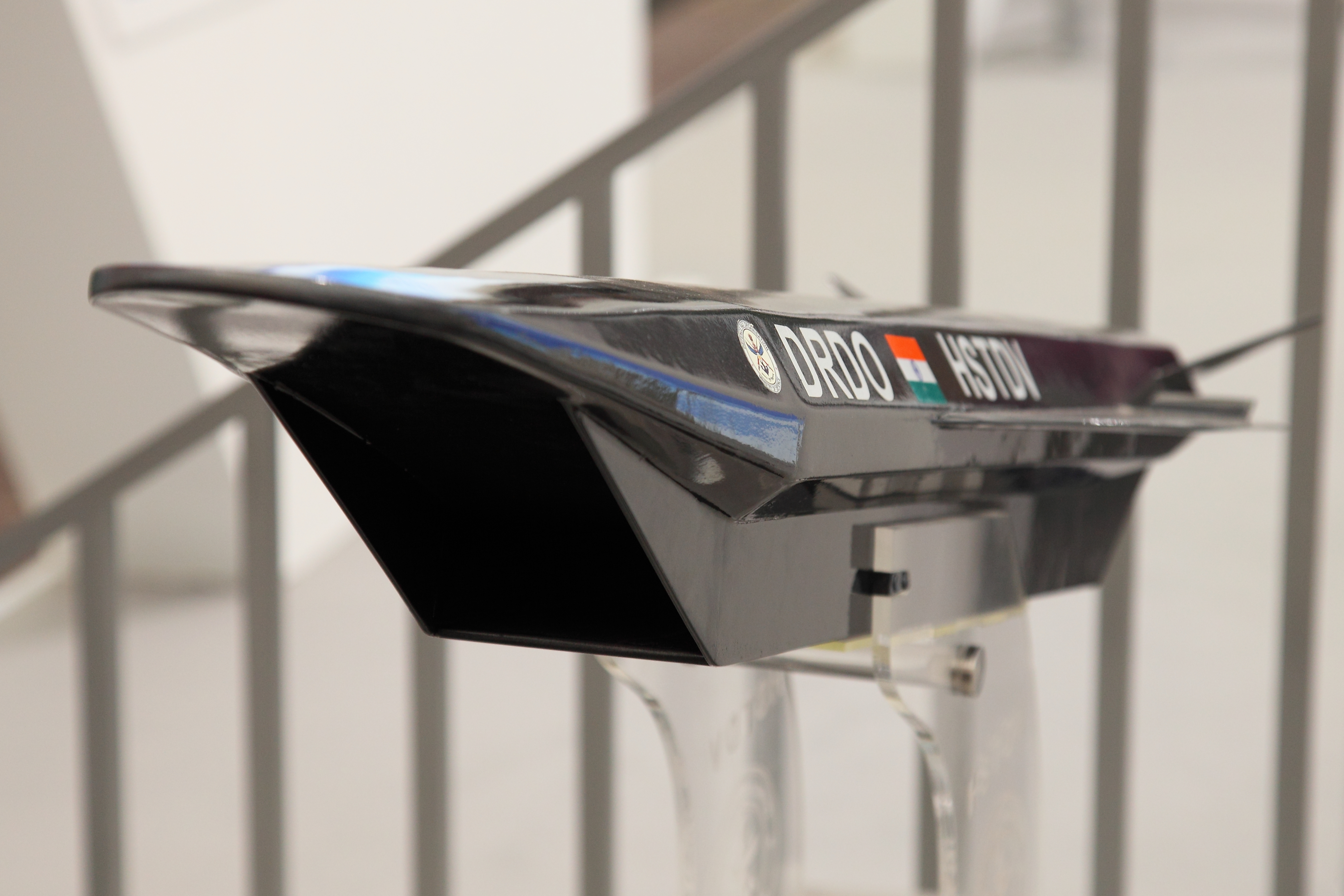
前方からみたHSTDV

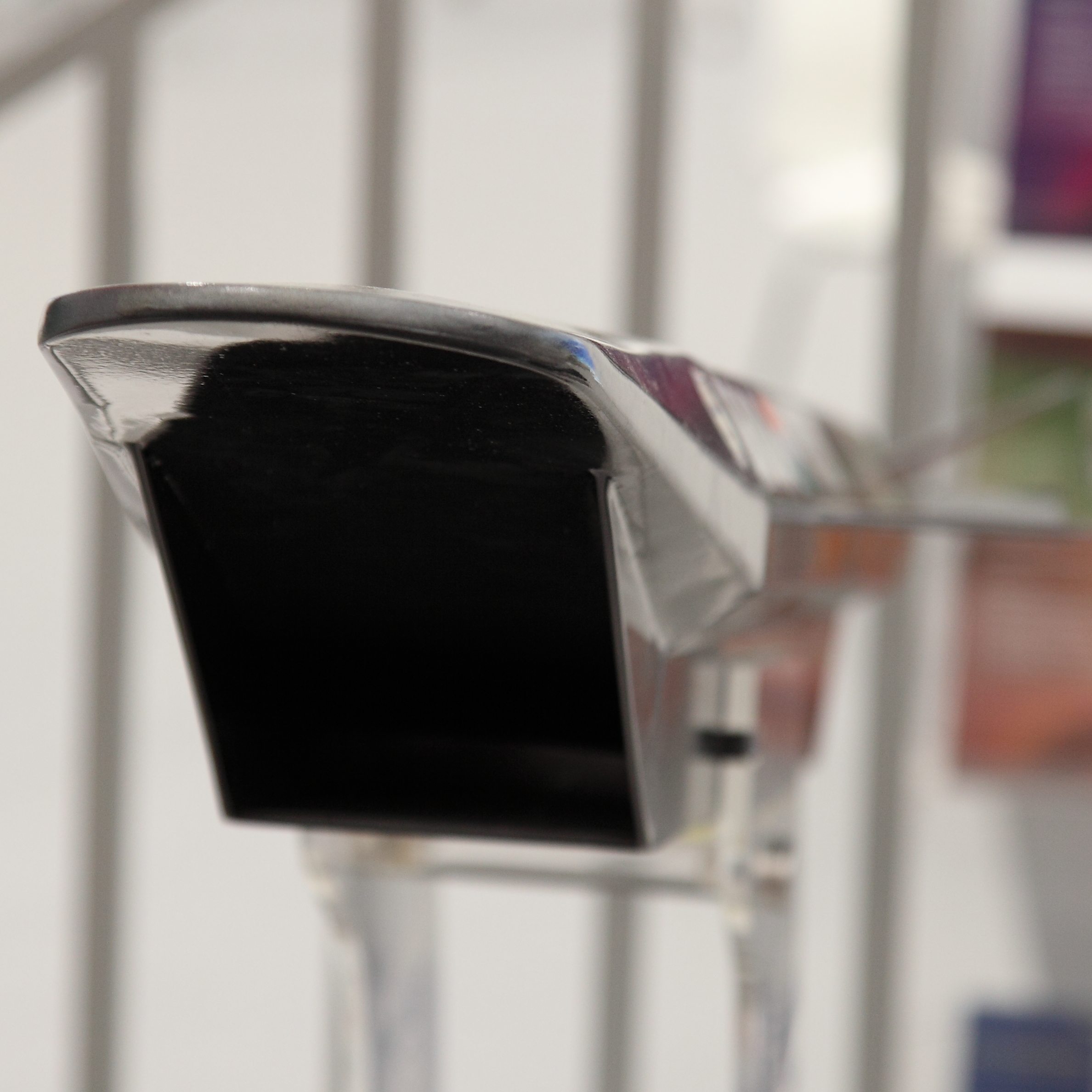
給気口

HSTDV(Hypersonic Technology Demonstrator Vehicle)は無人のスクラムジェットを搭載した極超音速実験機。HSTDV計画はインドの防衛研究開発機構によって進められる。

## 概要
インドは極超音速で飛行する機体の開発を進める。防衛研究開発機構のHypersonic Technology Demonstrator Vehicle (HSTDV)はスクラムジェットで20秒間の極超音速飛行するために固体燃料ロケットでスクラムジェットが起動する速度まで加速する。研究は同様にインドの再使用可能な打ち上げシステムの開発にも役立てられる。当面の目標は高度32.5㎞でマッハ6.5への到達である。
初期の飛行試験は機体の空気力学的な特性と熱特性とスクラムジェットエンジンの性能の有効性の実証が目的。HSTDVの実物大模型がバンガロールで開催された航空ショーで展示された。近い将来には推力1300lbfのスクラムジェットを備えた実機の試験が実施予定とされる。

## 設計と開発
機体の設計は2004年に完了した
イスラエルはイギリスのCranfield大学での風洞実験等、HSTDV計画を支援する。不明な第3国も同様に支援する。インドの主な防衛機器メーカーはロシアから極超音速推進に関して支援を受けていると考えられる。
重量1トン、全長5.6mの機体は製造中で断面は扁平な八角形で機体の中央部に小翼があり3.7mにわたり内部にスクラムジェットを収めた長方形のダクトを備える。スクラムジェットエンジンは機体中央部にあり機体後部に排気ノズルがある。エンジンの開発も同様に進められる。
拡散ノズルは燃焼器の後部で25°の角度で広がる。
機体の下部の表面と尾部チタン合金製でアルミニウム合金は上部に限られる。二重壁のエンジンの内部の表面はニオブ合金製で出来ている。
機体に使用される素材は入手が困難なものも含まれるので内部で開発された。これにより、目標とする20秒間の試験の中で初期の3秒間の試験に成功した。

## 試験
縮尺1/16の模型がイスラエル・エアロスペース・インダストリーによる運転で極超音速風洞が実施された。断熱された給気口がインドのバンガロールの国立航空宇宙研究所の風洞で遷音速域の試験が実施された。研究所でのスクラムジェットエンジンの試験は20秒のための2倍試験された。合計5から6回の試験が飛行試験前に必要である。試験飛行は2010年末に予定される。
2011年12月時点で科学者達は空気力学、空気熱力学、エンジンと高温構造体に関する技術をもたらした。
2016年初頭、機体は2016年12月に試験が予定されていると発表された
2019年初頭、機体は試験を通過して同年に離陸が期待される。